# Bohumil Golián
Bohumil Golián (né le 25 mars 1931 à Moštenica et mort le 11 janvier 2012 à Bratislava) est un joueur tchécoslovaque de volley-ball.

## Biographie
Il remporte la médaille d'argent aux Jeux olympiques d'été de 1964 et la médaille de bronze aux Jeux olympiques d'été de 1968.
Il est le porte-drapeau de la Tchécoslovaquie aux Jeux olympiques d'été de 1968.

## Palmarès

### Jeux olympiques
- Jeux olympiques de 1964 à Tokyo,  Japon
  -  Médaille d'argent.
- Jeux olympiques de 1968 à Mexico,  Mexique
  -  Médaille de bronze.

### Championnats du monde
- Championnat du monde masculin de volley-ball 1956
  -  Médaille d'or
- Championnat du monde masculin de volley-ball 1960
  -  Médaille d'argent
- Championnat du monde masculin de volley-ball 1962
  -  Médaille d'argent
- Championnat du monde masculin de volley-ball 1966
  -  Médaille d'or

### Championnats d'Europe
- Championnat d'Europe masculin de volley-ball 1958
  -  Médaille d'or
- Championnat d'Europe masculin de volley-ball 1967
  -  Médaille d'argent